# Snowy River (Elizabeth River)
Der Snowy River ist ein Fluss im Zentrum des australischen Bundesstaates Tasmanien.

## Geografie

### Flusslauf
Der etwas mehr als zwölf Kilometer lange Snowy River entspringt an den Nordhängen des Snow Hills, rund 75 Kilometer südöstlich von Launceston. Zunächst fließt er zwei Kilometer nach Westen um den Berg herum und biegt dann nach Süden ab. Im Lake Leake bildet er zusammen mit kleinen Bächen und Rinnsalen den Elizabeth River.

### Durchflossene Seen
Er durchfließt folgende Seen/Stauseen/Wasserlöcher:
- Lake Leake – 573 m